# Fernande Grossin
Pour les articles homonymes, voir Grossin.
Née Fernande Dubier, connue sous le nom de Fernande Grossin par son mariage ou Mémée Grossin (Bordeaux, 28 octobre 1886 - Biarritz, 6 septembre 1975), est une artiste peintre naïve française.

## Biographie
Elle naît le 28 octobre 1886 au domicile de ses parents à Bordeaux (33 rue de Pessac), Gironde, fille de Auguste Désiré Dubier né vers 1856, journalier et de Joséphine Antoinette Amanda Chauvet née vers 1864, couturière. 
Le 21 mars 1907 elle épouse, à la mairie du 12e arrondissement de Paris, Albert Louis Auguste Grossin (mention en marge sur son acte de naissance) lieutenant de gendarmerie qui décède en 1936 à La Réunion ou elle résida jusqu'en 1923.
Elle décède à Biarritz le 6 septembre 1975 (mention en marge sur son acte de naissance).

## Œuvres exposées au MANAS (musée d’art naïf et des arts singuliers) de Laval, Mayenne
- La Danseuse au jardin fleuri. Huile sur toile, 1965, signée, dimension 46 x 37.9 cm. Ancienne propriétaire Mme Lagarrigue, œuvre acquise par la commune en 1978[3];
- Port de San Sebastien, Espagne. Huile sur toile, 1965 ;
- Le Cyclone à Saint-Leu (La Réunion) en 1922. Huile sur toile peinte en 1966, signée (À noter que cette œuvre existe également en gouache sur papier). Dimensions 99.6 x 64.7 cm. Donation reçue par la commune en 1968[4];
- Le Cyclone à Saint-Leu (La Réunion) en 1922. Gouache sur papier peinte en 1966, signée en bas à gauche (À noter que cette œuvre existe également en huile sur toile). Dimensions 102 x 0.72 cm. Ancienne propriétaire Mme Lagarrigue, œuvre acquise par la commune en 1979[5];
- Ramatuelle, vue de la maison La Douceur. Huile sur toile, 1968 ;
- Château de Chatillon-en-Bazois (Nièvre). Huile sur toile, non datée ;
- Nazare, Portugal. Huile sur toile, non datée ;
- Nature-morte cuivre et poires. Huile sur toile, non datée ;
- Bouquet de marguerites. Huile sur toile, non datée.

## Autres œuvres
- Montmartre, cabaret Au Lapin Agile. Huile sur toile, non datée, signée en bas à gauche. Dimensions 46 x 38 cm. Collection privée.

## Expositions
- Galerie Epona, 8 rue Monsieur-le-Prince, 6e arrondissement de Paris, DANton 99-63, Mémée Grossin (peintures naïves) du 22 octobre au 9 novembre (Mais de quelle année ? d'après l'ancien indicatif téléphonique figurant sur l'affichette, cela suppose que l'exposition a eu lieu entre 1927 et 1963)[6] ;